# Olhopil, Cecelnîk
Olhopil (în ucraineană Ольгопіль) este o comună în raionul Cecelnîk, regiunea Vinnița, Ucraina, formată numai din satul de reședință.
Aici s-a născut scriitorul Aleksei Selivanovski.

## Demografie
Componența lingvistică a satului Olhopil
     Ucraineană (98,46%)
     Rusă (1,26%)
     Alte limbi (0,16%)
Conform recensământului din 2001, majoritatea populației satului Olhopil era vorbitoare de ucraineană (98,46%), existând în minoritate și vorbitori de rusă (1,26%).